# Gmina Tivat
Gmina Tivat (czarn. Opština Tivat / Општина Тиват) – gmina w Czarnogórze. W 2011 roku liczyła 14 031 mieszkańców.